# ستيف بايبر
ستيف بايبر (بالإنجليزية: Steve Piper)‏ هو لاعب كرة قدم بريطاني في مركز الدفاع، ولد في 2 نوفمبر 1953 في برايتون في المملكة المتحدة، وتوفي بنفس المكان في ديسمبر 2017. لعب مع برايتون أند هوف ألبيون.